# Cătălin-Petru Preda
Cătălin-Petru Preda (Bucarest, 29 de junio de 1991) es un deportista rumano que compite en saltos de gran altura.
Ganó dos medallas en el Campeonato Mundial de Natación, en los años 2023 y 2024, y una medalla de plata en el Campeonato Europeo de Natación de 2022.
Estudió Periodismo y Medios en la Universidad de Coventry. Entre 2013 y 2015 fue jurado del concurso de televisión Splash! Vedete la Apă, versión rumana del programa Splash! Famosos al agua.

## Palmarés internacional
| Campeonato Mundial | Campeonato Mundial | Campeonato Mundial | Campeonato Mundial |
| Año                | Lugar              | Medalla            | Prueba             |
| ------------------ | ------------------ | ------------------ | ------------------ |
| 2023               | Fukuoka (Japón)    | Medalla de plata   | 27 m               |
| 2024               | Doha (Catar)       | Medalla de bronce  | 27 m               |
| Campeonato Europeo |                    |                    |                    |
| Año                | Lugar              | Medalla            | Prueba             |
| 2022               | Roma (Italia)      | Medalla de plata   | 27 m               |